# Tomerdingen

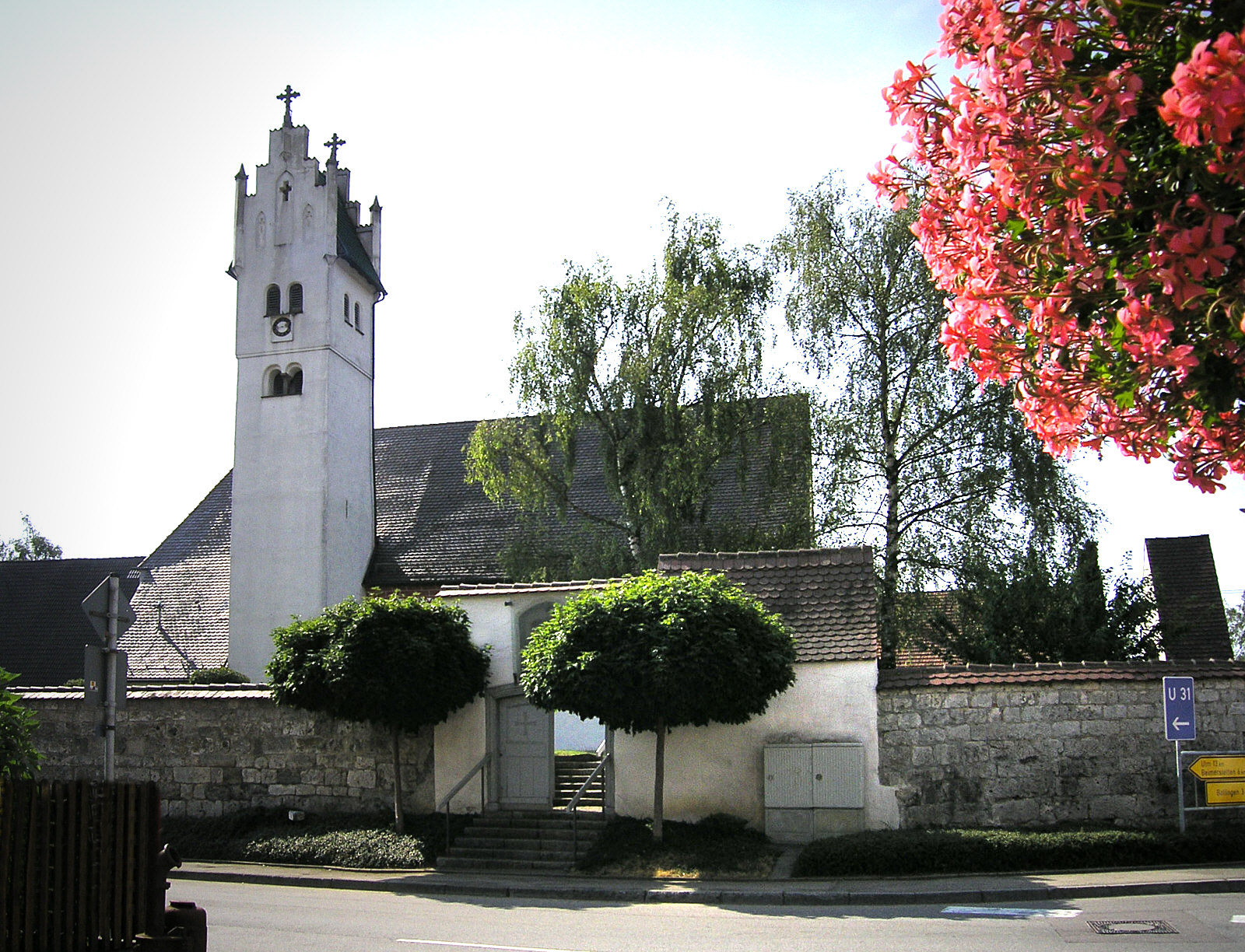
Martinskirche

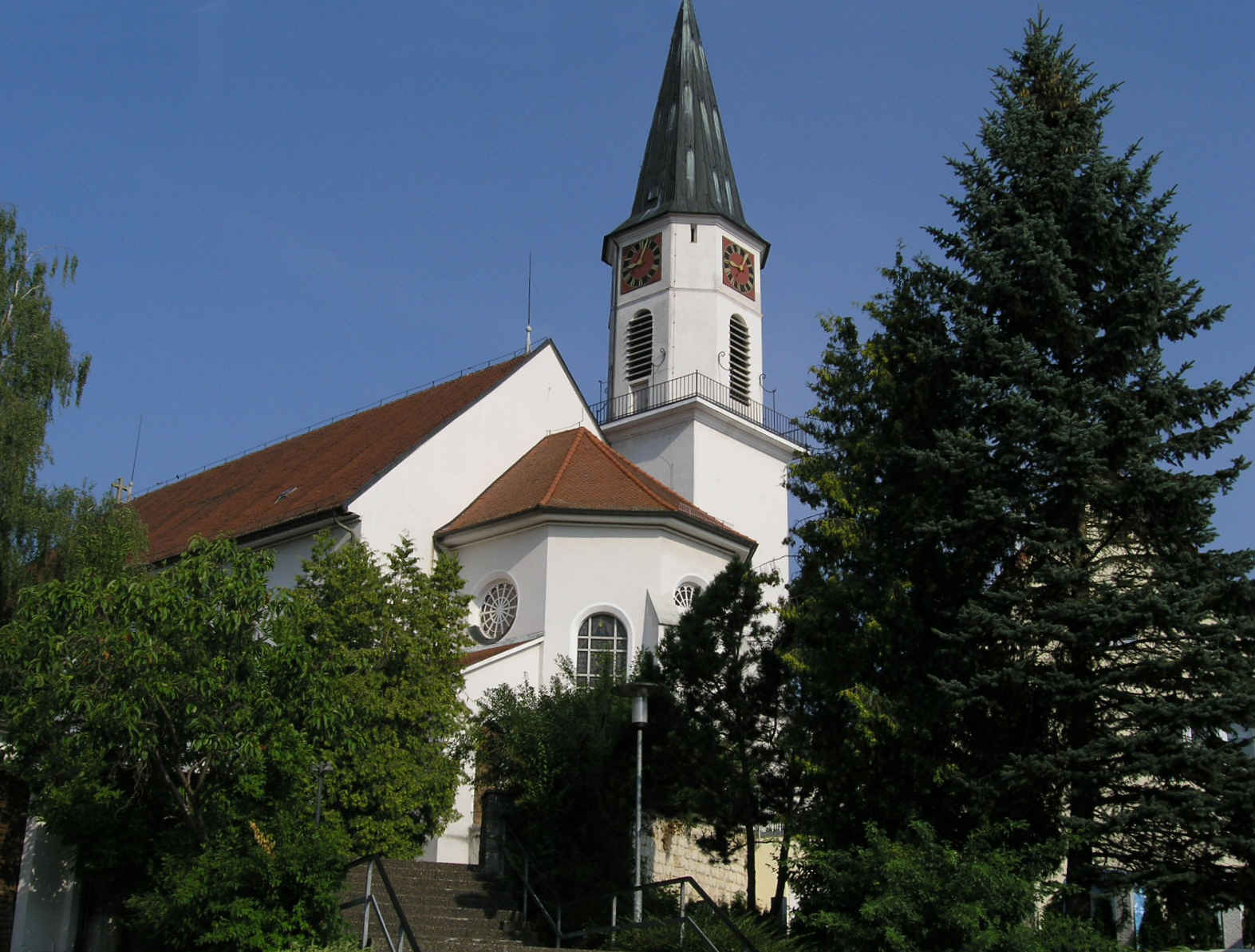
Ascensió de Maria

Tomerdingen és un nucli de població del municipi alemany de Dornstadt, a l'estat de Baden-Württemberg.
A Tomerdingen s'hi troba un paisatge cultural antic. Troballes de l'edat de pedra recent, un nemeton celta i les restes d'un domus romà mostren que la regió ha estat habitada per humans des de fa mil·lennis. No s'ha pogut provar si l'antic nom "Thomardingen" ve del nom d'un cabdill alaman anomenat Tomar.